# Sebastian Droste
Sebastian Droste (nacido Willÿ Knobloch; 2 de febrero de 1898 - 27 de junio de 1927) fue un poeta, actor y bailarín alemán asociado con la subcultura del arte underground de la República de Weimar en la década de 1920.
Nacido en el seno de una rica familia judía, Droste se mudó de su ciudad natal de Hamburgo a Berlín en 1919. Allí trabajó como bailarín desnudo en cabarets, coreógrafo y poeta expresionista. Su primer poema apareció en la edición de abril de Der Sturm de ese mismo año, titulado 'Tanz' (Danza). Otros 15 poemas y 'grotescos' aparecieron en 12 ediciones de la revista junto con otros artistas y poetas como Kurt Schwitters y Paul Klee. Alternó entre publicar bajo el nombre de Willy o Willi Knobloch. También en 1919 publicó un drama en la revista expresionista de Dresde Menschen.
En 1922, Droste se casó con la bailarina exótica expresionista y actriz del cine mudo de la escena berlinesa, Anita Berber. Ella y Droste realizaron fantasías sobre los escenarios con títulos como "Suicidio", "Morfina", "Casa de locos", "Cadáver sobre la mesa de disección" o "La noche de los Borgia", siendo fotografiados por Madame D'Ora y actuando en Berlín, Viena, Praga y Budapest. Droste apareció como bailarín en la película muda de ciencia ficción Algol (1920).
En 1923, Droste y Berber publicaron conjuntamente un libro de poesía, fotografías y dibujos titulado Die Tänze des Lasters, des Grauens und der Ekstase (Danzas del vicio, el horror y el éxtasis), basado en su actuación del mismo nombre. Lleno de imágenes expresionistas, el libro ofrece un vistazo a la angustia y el cinismo que ensombrecen sus existencias artísticas y personales. Tras la escandalosa gira por Europa Central que les dio fama, el matrimonio tuvo una pelea y Droste huyó con las joyas de Berber a Nueva York.
En 1925, Droste, que se hacía pasar por un aristócrata excéntrico y trabajaba como corresponsal para un periódico alemán, se reunió con el fotógrafo Francis Bruguière en la ciudad de Nueva York, donde se presentó como el 'barón' Willy Sebastian Knobloch Droste. Juntos compusieron más de 60 fotografías para una película expresionista propuesta que protagonizaría Droste titulada tentativamente The Way. La UFA rechazó la propuesta y, en cambio, las fotografías se publicaron como parte de un  reportaje fotográfico en Die Dame en julio de 1925.
La salud de Droste, homosexual y cocainómano, empezó a deteriorarse y fue diagnosticado con tuberculosis a principios de 1927. Regresó a casa de sus padres en Hamburgo, donde murió el 27 de junio del mismo año.